# Fotuha'a
Fotuha'a è un'isola delle Tonga. Amministrativamente appartiene alla divisione di Haʻapai, nel distretto di Pangai.
Secondo il censimento del 2021 la popolazione di Fotuha'a ammontava a 76 abitanti.